# Radoslav Višeslavić
Radoslav Višeslavić (srbsko Радослав, latinizirano: Radoslav ali Родослав, Rodoslav, srednjeveško grško Ῥοδόσθλαβος, latinizirano: Rodosthlabos) je bil srbski knez (arhont), ki je vladal zgodnjesrednjeveški kneževini Srbiji v začetku 9. stoletja. Na položaju kneza je nasledil svojega očeta kneza Višeslava, ki je vladal konec 8. stoletja. Njega samega je nasledil sin Prosigoj.
Po De administrando imperio, ki ga je v prvi polovici 9. stoletja napisal bizantinski cesar Konstantin VII. Porfirogenet, v času vladavine knezov Višeslava, Radoslava in Prosigoja ni bilo vojn med Srbsko kneževino in njenim vzhodnim sosedom, Prvim bolgarskim cesarstvom.
Radoslav in njegov sin sta se med uporom Ljudevita Posavskega proti Frankom (819–822) pridružila upornikom. Po zapisih v Letopisih Frankovskega kraljestva je Ljudevit leta 822 s svojega sedeža v Sisku odšel k Srbom nekam v zahodno Bosno. Letopisi navajajo tudi to, da so Srbi obvladovali velik del Dalmacije (ad Sorabos, quae natio magnam Dalmatiae partem obtinere dicitur). Nekateri zgodovinarji temu oporekajo. Ob tem je treba omeniti, da avtorji Letopisov Frankovskega kraljestva niso natančno vedeli, kaj geografski izraz Dalmacija dejansko pomeni.
V času vladavine kneza Radoslava ter njegovih neposrednih predhodnikov in naslednikov je še vedno potekal proces postopnega pokristjanjevanja Srbov, ki se je začel v prvi polovici 7. stoletja in končal sredi 9. stoletja.